# Dryophytes flaviventris
Dryophytes flaviventris — вид жаб родини райкових (Hylidae). Описаний у 2020 році.

## Поширення
Ендемік Південної Кореї. Поширений у центральній низовині в провінціях Південна Чхунчхон та Північна Чолла.